# یواخیم مارکس
یواخیم مارکس (لهستانی: Joachim Marx؛ زادهٔ ۳۱ اوت ۱۹۴۴) بازیکن و مربی فوتبال اهل لهستان بود.
از باشگاه‌هایی که در آن بازی کرده‌است می‌توان به باشگاه ورزشی گواردیا ورشو، باشگاه فوتبال روخ خوژوف، و باشگاه فوتبال لانس اشاره کرد.
وی به‌همراه تیم ملی فوتبال لهستان به مقام قهرمانی بازی‌های المپیک تابستانی ۱۹۷۲ دست پیدا کرده‌است.